# Dadhići
Dadhići (sanskr. दधीचि, ang. Dadhinchi, również Dadhjańć) – w mitologii indyjskiej mędrzec lub półbóg, syn Atharwana. W przedstawieniach jego postaci może posiadać głowę konia. Miał ją dostać od Aświnów, po obietnicy ujawnienia im, gdzie znajdą miód boga Twasztara.
Pogromca asurów, ci ośmieleni dopiero jego śmiercią zatopili ziemię.
Istnieją rozbieżne wersje przekazów co do dalszych losów Dadhjańća. W jednej z wersji z jego odnalezionych kości wykonano wadźrę. W innej wersji odnaleziony przez Indrę w niebie wskazał mu miejsce ukrycia końskiej czaszki, za pomocą której ten pokonał asurów.